# Ostsee-Netzwerk
Das Ostsee-Netzwerk ist eine vom Netzwerk Europäische Bewegung Deutschland (EBD), seinem institutionellen Partner Auswärtiges Amt (AA) und der Handelskammer Hamburg  (HK) 2010 vorgebrachte Initiative, das Interesse der deutschen Politik, Wirtschaft und Zivilgesellschaft am Ostseeraum wiederaufleben zu lassen. Ziel ist es, die Bedeutung des Ostseeraumes in der deutschen und europäischen Politik stärker bewusst und nachhaltig präsent zu machen.

## Hintergrund der Initiative
Die EU-Erweiterung 2004 hat die Ostsee nahezu zu einem Binnenmeer der Europäischen Union (EU) gemacht. Im Dezember 2007 forderten die Mitgliedstaaten die Europäische Kommission auf, bis Juni 2009 eine „EU-Strategie für den Ostseeraum“ vorzulegen. Mit der Verabschiedung einer gemeinsamen Strategie für den Ostseeraum beim Treffen des Europäischen Rates Ende Oktober 2009 in Brüssel hatte sich die EU entschlossen, der gewachsenen Bedeutung des Ostseeraums Rechnung zu tragen und eine eigene Regionalstrategie auszuarbeiten.
Die EU-Strategie hatte vier Hauptziele:
1) Verbesserung des Zustands der Umwelt im Ostseeraum, dem größten Brackwasser-Ökosystem der Welt. Zu den Prioritäten gehören der Schutz der enormen biologischen Vielfalt und der Ausbau der Risikoprävention.
2) Steigerung des Wohlstands im Ostseeraum durch Unterstützung einer ausgewogenen wirtschaftlichen Entwicklung: Förderung von Innovationen in kleinen und mittleren Unternehmen, Unterstützung der Region bei der umfassenden Umsetzung des EU-Rechts und insbesondere der Binnenmarktregeln.
3) Steigerung der Zugänglichkeit und Attraktivität der Region für ihre Bewohner, ihre Arbeitskräfte und für Touristen. Die Region braucht bessere Verkehrsverbindungen und mehr Energiesicherheit durch miteinander verbundene Stromnetze und Gaspipelines.
4) Erhöhung der Sicherheit in der Region, z. B. durch eine verstärkte Zusammenarbeit der Mitgliedstaaten im Rahmen des Europäischen Polizeiamts Europol.
Ein weiterer Aspekt ist die Ausbildung einer klareren Identität des Ostseeraums nach dem Vorbild des Mittelmeerraums. Die Strategie sollte darüber hinaus die praktische Zusammenarbeit mit Russland umfassen, dem einzigen Anrainerstaat der Ostsee, der nicht der EU angehört. Andere Nicht-EU-Länder hatten ebenfalls ihr Interesse an der Strategie bekundet.

## Das Wiederaufleben des Interesses am Ostseeraum
Trotzdem ist aus Sicht der EBD und der HK der nördlichste Teil Europas in seiner wirtschaftlichen Dynamik und Bedeutung für ganz Deutschland und die europäische Integration nach der EU-Ostseestrategie noch immer unterschätzt. Insbesondere im politischen Berlin soll mit dem neu initiierten Ostsee-Netzwerk mehr Aufmerksamkeit und Interesse für den Ostseeraum geschaffen werden. Der Ostseeraum zeigt dem Netzwerk EBD zufolge innerhalb der EU nicht nur ein sehr hohes Wachstumspotenzial, sondern strahlt auch eine starke Integrationskraft aus. Beides soll in seiner Bedeutung in der deutschen und europäischen Politik stärker bewusst und nachhaltig präsent gemacht werden.
Das Netzwerk EBD, sein institutioneller Partner AA und die HK initiieren deshalb ein Ostsee-Netzwerk, das das Interesse der deutschen Politik, Wirtschaft und Zivilgesellschaft am Ostseeraum wiederaufleben lassen möchte. So besteht die EU aus einer Reihe von regionalen Ballungsräumen, die zum Teil politisch und wirtschaftlich eng zusammenarbeiten. Der Ostseeraum erweist sich hier als besonders vielversprechend: Die Ostsee ist das Binnenmeer mit neun Anrainern, deren Staaten bis auf Russland alle der EU angehören. In dieser Region leben rund 147 Millionen Menschen.
Das enorme Potenzial der Anrainerstaaten rund um die Ostsee wurde insbesondere in der jüngsten Wirtschaftskrise deutlich. Während der Mittelmeerraum gravierende Schwächen, insbesondere im Bereich der Überschuldung der Staatsfinanzen, offenbarte, zeigten die Länder im Ostseeraum trotz harter Einbußen vor allem ein besseres Management der Krise. Ähnlich pragmatisch, wie man in Osteuropa nach dem Fall des Eisernen Vorhangs an den Wiederaufbau ging, nahmen die Regierungen dort Reformen gegen die Wirtschaftskrise in Angriff.

## HWWI-Studie:Zukunft Ostseeraum: Potenziale und Herausforderungen
Kernstück der Initiative der EBD, des AA und der HK ist eine makroökonomische Studie zur wirtschaftlichen Bedeutung des Ostseeraumes in der Europäischen Union, die unter der wissenschaftlichen Leitung des Hamburgischen WeltWirtschaftsInstitut (HWWI) durchgeführt wird. Die Studie soll die Vorbildwirkung der Ostseeintegration in der EU hervorheben und fördern.
In der Studie werden unterschiedliche Facetten des Ostseeraums dargestellt, um die Ausgangssituation und die Potenziale der Region abzubilden. Dabei wird neben der historischen und kulturellen Dimension des Ostseeraumes insbesondere auf die folgenden vier Aspekte eingegangen:
- Zur Bedeutung des Handels mit dem „Mare Balticum“
- Demografie und Arbeitsmarktintegration
- Innovationsraum Ostsee
- Städte als Impulsgeber für die Entwicklung des Ostseeraums

Neben zukünftigen Herausforderungen werden in der Studie Handlungsstrategien aufgezeigt, die positiv zur Verbesserung der Arbeitsmärkte und Reduzierung des Fachkräftemangels in der Region beitragen können. Überdies sollen insbesondere die Potenziale für wissensbasierten Strukturwandel im Ostseeraum herausgearbeitet werden.
Am 3. März 2011 trafen sich Interessenvertreter im Bereich Ostsee in Berlin, um den ersten Punkt der HWWI-Studie zu diskutieren. Dabei wurde deutlich, dass die (wirtschaftliche) Bedeutung des Ostseeraums auf EU-Ebene oftmals noch vernachlässigt wird. Die Ostsee sei eine Region mit großem wirtschaftlichem Potenzial, die über gut ausgebildete Fachkräfte und hohes Innovationspotenzial verfüge. Dennoch sei es nötig, den Ostseeraum, der noch von Überfliegern wie Nachzüglern geprägt sei, homogener zu gestalten.
Mit dieser Studie zum Ostseeraum soll gleichzeitig ein Partnerschaftnetzwerk für den Ostseeraum aus Unternehmen, Institutionen und Verbänden entstehen, die das Potential und die Herausforderungen des Ostseeraums frühzeitig erkannt haben und beides nachhaltig beeinflussen möchten. Ziel ist es, Politik, Wirtschaft und Gesellschaft durch vielfältige Veranstaltungsreihen und Hintergrundgespräche zu vernetzen.